# Raszpla zwyczajna
Raszpla zwyczajna, anioł morski, raszpla, skwat (Squatina squatina) – gatunek ryby chrzęstnoszkieletowej z rodziny raszplowatych (Squatinidae), nazywany też ryną.

## Zasięg występowania
Występuje w północno-wschodnim Atlantyku od południowej Norwegii, Szwecji i Szetlandów po Maroko i zachodnią Saharę, razem z Wyspami Kanaryjskimi i obszarem śródziemnomorskim pomiędzy 65° N i 15° N.
Występuje w przybrzeżnych wodach na głębokości 5–150 m, nad piaszczystym lub mulistym podłożem.  Zwykle leży na dnie zagrzebana w piasku lub mule.

## Charakterystyka
Dorasta do 90–120 (maksymalnie 200) cm długości i 80 (maksymalnie 100) kg masy ciała. Anioły morskie łączą cechy budowy płaszczek i rekinów. Ciało spłaszczone w przedniej części, głowa szeroka, pysk krótki, zaokrąglony, otwór gębowy przedni, szeroki i bardzo rozciągliwy. Zęby małe, o szerokiej podstawie, długim trójkątnym wierzchołku i gładkich krawędziach, na obu szczękach jednakowe. Oczy małe, bez migotki. Po 5 szczelin skrzelowych na bokach głowy przed płetwami piersiowymi, tryskawki półksiężycowate, duże.  Szerokie płetwy piersiowe, nie zrośnięte z głową o zaokrąglonych brzegach tworzą kształt dysku. Płetwy brzuszne o podobnym kształcie jednak znacznie mniejsze, ich tylna krawędź sięga nasady pierwszej płetwy grzbietowej. Dwie małe płetwy grzbietowe, bez kolców, osadzone blisko siebie na trzonie ogona, brak płetwy odbytowej. Płetwa ogonowa mała, niesymetryczna o dolnym płacie lepiej rozwiniętym od górnego.
Grzbiet szarawy, zielonkawy lub piaskowobrązowy, często z ciemnymi plamami lub marmurkowym wzorem. U młodych osobników często występują również rzędy jasnych plam. Brzuch biały.

## Odżywianie
Aktywne głównie nocą, żywią się rybami, przydennymi stawonogami i mięczakami.

## Rozród
Gatunek jajożyworodny, samica rodzi jednorazowo 9–20 młodych o długości ciała ok. 30 cm. Samice rodzą młode w płytkich przybrzeżnych wodach. W Morzu Śródziemnym odbywa się to wiosną, na Atlantyku – latem.